# Calliscarta ornata
Calliscarta ornata är en insektsart som beskrevs av Freytag 1988. Calliscarta ornata ingår i släktet Calliscarta och familjen dvärgstritar. Inga underarter finns listade i Catalogue of Life.